# مدال فلورانس نایتینگیل
مدال فلورانس نایتینگل یک جایزه بین‌المللی است که به پرستاران برجسته اهدا می‌شود و به نام پرستار بریتانیایی فلورانس نایتینگل نامگذاری شده‌است. این جایزه در سال ۱۹۱۲ توسط کمیته بین‌المللی صلیب سرخ (ICRC) پس از هشتمین کنفرانس بین‌المللی انجمن‌های صلیب سرخ در لندن در سال ۱۹۰۷ تأسیس شد و بالاترین جایزه بین‌المللی است که یک پرستار می‌تواند به آن دست یابد. این جایزه به پرستاران یا دستیاران پرستاری که "شجاعت و فداکاری استثنایی به مجروحان، بیماران یا معلولان یا قربانیان غیرنظامی درگیری یا فاجعه" یا "خدمات نمونه یا روحیه خلاق و پیشگام در زمینه‌های بهداشت عمومی یا آموزش پرستاری " داشته‌اند اعطا می‌شود. کمیسیون مدال فلورانس نایتینگل متشکل از چندین عضو و کارمند کمیته بین‌المللی صلیب سرخ، که تعدادی از آنها متخصصان پرستاری هستند، و سرپرست پرستار فدراسیون بین‌المللی صلیب سرخ و جمعیت‌های هلال احمر است. نماینده شورای بین‌المللی پرستاران نیز در این کمیسیون شرکت می‌کند.

## تاریخچه
این مدال در ابتدا برای اعطای سالانه به شش پرستار تنظیم شد، اگرچه ۴۲ جایزه اول تنها در سال ۱۹۲۰ به دلیل توقف فرایند اعطا در جنگ جهانی اول اهدا شد. اولین دریافت کنندگان از بریتانیای کبیر (امپراتوری بریتانیا در آن زمان)، اتریش، بلژیک، چکسلواکی، دانمارک، فرانسه، یونان، مجارستان، ایتالیا، ژاپن، رومانی و ایالات متحده بودند. برندگان اولیه اهل بریتانیای کبیر و امپراتوری بریتانیای آن زمان عبارت بودند از: بئاتریس ایزابل جونز، مارگارت مک دونالد، و هستر مکلین. شش پرستار آمریکایی نیز به نام‌های فلورانس مریام جانسون، هلن اسکات هی، لیندا کی. میرس، مارتا ام. راسل، مری ای. گلدوین، و آلما ای. فورستر برنده شدند. همچنین سه پرستار آلمانی از جمله الزبث فون کودل جایزه را دریافت کردند. آیدا اف. باتلر پانزدهمین دریافت کننده آمریکایی این جایزه در سال ۱۹۲۱ بود.
این مدال تا زمانی که مقررات در سال ۱۹۹۱ تغییر کرد، صرفاً به پرستاران زن محدود بود. طبق مقررات جدید، این جایزه به همه پرستاران اعطا می‌شود و هر دو سال یک بار به حداکثر پنجاه دریافت کننده در سراسر جهان داده می‌شود.

## توضیحات مدال
مدال به شکل دو دایره گره‌خورده از طلا و نقره است و پرتره ای از فلورانس نایتینگل با عبارت "Ad memoriam Florence Nightingale 1820-1910" بر روی آن نقش بسته‌است. در پشت، نام دریافت‌کننده و تاریخ جایزه حک شده‌است و اطراف آن چنوشته «Pro vera misericordia et cara humanitate perennis décor universalis» («انسان‌دوستی واقعی و دوست‌داشتنی – یک اقتضای عمومی پایدار») نقش می‌بندد. این مدال توسط یک گیره که دارای یک صلیب مینای قرمز احاطه شده با یک تاج لور سبز به یک نوار سفید و قرمز متصل می‌شود. همچنین به دریافت کنندگان یک دیپلم پوستی از این جایزه و از سال ۱۹۲۷، یک نسخه مینیاتوری از مدال که می‌تواند راحت تر پوشیده شود، ارائه می‌شود. مدال و دیپلم معمولاً توسط رئیس دولت در مراسمی در هر کشور ارائه می‌شود. مراسم لازم است "خصلت رسمی، مطابق با خواست بنیانگذاران" داشته باشد.

## مجموعه مدال‌ها
در سال ۲۰۰۷، چهل و یکمین مجموعه مدال به ۳۵ دریافت کننده از ۱۸ کشور اهدا شد.
در سال ۲۰۰۹، چهل و دومین مجموعه مدال به ۲۸ دریافت کننده از ۱۵ کشور اهدا شد. از جمله یک مدال برای اولین بار به یک پرستار در افغانستان به نام خواهر انیسه.
در سال ۲۰۱۱، چهل و سومین مجموعه مدال‌ها به ۳۹ دریافت کننده از ۱۹ کشور، از جمله برای اولین بار به دو پرستار کنیایی، و همچنین به اولین دریافت کننده از جمهوری آفریقای مرکزی - سیلو انگواداکپا، اهدا شد.
در سال ۲۰۱۳، چهل و چهارمین مجموعه مدال به ۳۲ دریافت کننده از ۱۶ کشور اهدا شد که یکی از آنها به خلیل دیل MBE، نماینده صلیب سرخ بریتانیا و پس از مرگش تعلق گرفت.
در سال ۲۰۱۵، چهل و پنجمین مجموعه مدال‌ها به ۳۶ دریافت‌کننده از ۱۸ کشور، از جمله یکی به یک پرستار سیرالئونی، آقای موریسون موسی، که در یک مرکز درمانی ابولا کار می‌کرد و درگذشت اهدا شد.
در سال ۲۰۱۷، چهل و ششمین مجموعه مدال به ۳۹ دریافت کننده از ۲۲ کشور جهان اهدا شد که یکی از آنها به دریاسالار سیلویا ترنت آدامز، جراح موقت ایالات متحده آمریکا تعلق گرفت. روزلین نوگبا بالله به دلیل فعالیت در اپیدمی ابولا، اولین لیبریایی بود که این مدال را دریافت کرد.
در سال ۲۰۱۹، چهل و هشتمین مدال به ۲۹ پرستار از ۱۹ کشور اهدا شد که یکی از آنها به کاپیتان فلیسیتی گپس، پرستار صلیب سرخ نیوزیلندی تعلق گرفت.
در سال ۲۰۲۱، چهل و نهمین مجموعه مدال به ۲۵ پرستار از ۱۸ کشور جهان اهدا شد که دو مدال به برنادت گلیسون، پرستار استرالیایی و آراستا باخیشووا، پرستار آذربایجانی پس از مرگشان تقدیم شد.